# Lingua ulch
La lingua ulch (altre trascrizioni : olcha o oultche) è una lingua che appartiene alla famiglia linguistica tungusa, parlata nella Russia Siberiana, nella regione degli Ulch, situata nel krai di Chabarovsk.
Il popolo ulch designa se stesso col nome di « Нāн'и̌» (nanij), popolo del luogo.
Al censimento del 1989, 974 Ulch parlavano ancora la lingua originale.

## Scrittura
| Maiuscole | Maiuscole | Maiuscole | Maiuscole | Maiuscole | Maiuscole | Maiuscole | Maiuscole | Maiuscole | Maiuscole | Maiuscole | Maiuscole | Maiuscole | Maiuscole | Maiuscole | Maiuscole | Maiuscole | Maiuscole | Maiuscole | Maiuscole | Maiuscole | Maiuscole | Maiuscole | Maiuscole | Maiuscole | Maiuscole | Maiuscole | Maiuscole | Maiuscole | Maiuscole | Maiuscole | Maiuscole | Maiuscole | Maiuscole | Maiuscole | Maiuscole |
| --------- | --------- | --------- | --------- | --------- | --------- | --------- | --------- | --------- | --------- | --------- | --------- | --------- | --------- | --------- | --------- | --------- | --------- | --------- | --------- | --------- | --------- | --------- | --------- | --------- | --------- | --------- | --------- | --------- | --------- | --------- | --------- | --------- | --------- | --------- | --------- |
| А         | Б         | В         | Г         | Д         | Д’        | Е         | Ё         | Ж         | З         | И         | Й         | К         | Л         | М         | Н         | Н’        | Ӈ         | О         | П         | Р         | С         | Т         | У         | Ф         | Х         | Ц         | Ч         | Ш         | Щ         | Ъ         | Ы         | Ь         | Э         | Ю         | Я         |
| Minuscole |           |           |           |           |           |           |           |           |           |           |           |           |           |           |           |           |           |           |           |           |           |           |           |           |           |           |           |           |           |           |           |           |           |           |           |
| а         | б         | в         | г         | д         | д'        | е         | ё         | ж         | з         | и         | й         | к         | л         | м         | н         | н'        | ӈ         | о         | п         | р         | с         | т         | у         | ф         | х         | ц         | ч         | ш         | щ         | ъ         | ы         | ь         | э         | ю         | я         |

Molte lettere sono diacritiche : ‹ ā, ē, ё̄, ӣ, ō, ӯ, э̄, ю̄, я̄ ›